# Сладка папрат
Сладката папрат (Polypodium vulgare) е вид многогодишно вечнозелено папратовидно растение, растящо обилно в сенчести зони, в гори и сред скали. Листата им варират по дължина и острота на върха. Те израстват от стебло, подобно на корен (коренище), което пълзи по повърхността на земята или точно под нея.
Кутийките на спорите растат в два реда от двете страни на средната жила, от долната страна на листа. Те представляват идеално кръгли купчинки без покривало (индузий). Когато узреят в късна есен, те добиват жълтеникав или светло оранжев оттенък.
Корените на тази папрат са много сладки и приятни на вкус. Оттам и видовото име „сладка“. Дивите свине лакомо ги ядат. Затова сладката папрат се среща масово само по стръмни скали, недостъпни за свинете. Една от най-разпостранените папрати в България.